# 1929 год в литературе

## События
- Американская таможня запретила повесть Вольтера «Кандид, или Оптимизм» как «непристойную»[1].
- Джордж Оруэлл вернулся в Великобританию после нескольких лет, проведённых в Париже
- Жан-Поль Сартр и Симона де Бовуар повстречались в École Normale.
- Свой первый роман опубликовали Фредерик Данней и Манфред Ли, более известные под псевдонимом Эллери Куин

## Премии
- Гонкуровская премия — Марсель Арлан, «Порядок».
- Нобелевская премия по литературе — Томас Манн, за роман «Будденброки».

## Книги

### Романы
- «Берлин, Александерплац» — роман Альфреда Дёблина.
- «Бруски» — роман Фёдора Панфёрова.
- «Вечер у Клэр» — роман Гайто Газданова.
- «Дело об отравленных шоколадках» — детективный роман Энтони Беркли.
- «Маракотова бездна» — роман Артура Конан Дойля.
- «На западном фронте без перемен» — роман Эриха Марии Ремарка.
- «Прощай, оружие!» — роман Эрнеста Хэмингуэя.
- «Сарторис» — роман Уильяма Фолкнера.
- «Смерть героя» — роман Ричарда Олдингтона.
- «Тайна исчезнувшей шляпы» — роман Эллери Куина.
- «Тайна семи циферблатов» — роман Агаты Кристи.
- «Человек в очереди» — исторический детективный роман Джозефины Тэй из цикла «Инспектор Алан Грант».
- «Человек, потерявший лицо» — роман Александра Беляева.
- «Шум и ярость» — роман Уильяма Фолкнера.
- «Донья Барбара[англ.]» — роман Ромуло Гальегоса.
- «Краболов[англ.]» — роман Такидзи Кобаяси.
- Dodsworth — роман Синклера Льюиса.
- Sido — роман Колетт.

### Повести
- «По карнизам» — повесть Алексея Ремизова.
- Soeurs en croix — повесть Алексея Ремизова.

### Рассказы
- «Вокруг света без билета» — сборник очерков Ильи Варшавского.
- «Золотая гора» — рассказ Александра Беляева.
- «Королевство теней» — рассказ Роберта Ирвина Говарда.
- «Легко ли быть раком» — рассказ Александра Беляева.
- «Московские любимые легенды» — сборник легенд и сказаний Алексея Ремизова.
- «Партнёры по преступлению» — сборник рассказов Агаты Кристи.
- «Светопреставление» — рассказ Александра Беляева.
- «Страшный Арват» — сборник рассказов Георгия Шилина.
- «Творимые легенды и апокрифы» — рассказ Александра Беляева.
- «Чёртова мельница» — рассказ Александра Беляева.
- The Stratagem and other Stories — сборник рассказов Алистера Кроули.

### Пьесы
- «Амфитрион-38» — пьеса Жана Жироду.

### Поэзия
- «Айболит» — сказка в стихах Корнея Чуковского.
- «Утешение ночи» — сборник стихов Германа Гессе.

## Родились
- 1 января — Биргитта Гедин, шведская писательница, поэт, переводчик, автор знаменитой детской повести «Чинуша на груше».
- 6 марта — Фазиль Искандер, советский и российский писатель (умер в 2016).
- 18 марта — Криста Вольф, немецкая писательница (умерла в 2011).
- 1 апреля — Милан Кундера, чешский писатель (умер в 2023).
- 5 апреля — Хюго Клаус, бельгийский писатель и поэт, писавший на нидерландском языке (умер в 2008).
- 22 апреля — Гильермо Кабрера, кубинский писатель, журналист, сценарист (умер в 2005).
- 24 апреля — Владимир Михайлов, советский и российский писатель-фантаст (умер в 2008).
- 25 апреля — Хосе Валенте, испанский поэт и переводчик (умер в 2000).
- 6 июня — Виктор Конецкий, советский писатель и сценарист, капитан дальнего плавания (умер в 2002).
- 9 июня — Григорий Канович, русский писатель, пишущий на русском и литовском языках (умер в 2023).
- 29 июня — Ориана Фаллачи, итальянская писательница и журналистка, участница  движения Сопротивления (умерла в 2006).
- 3 июля — Юлиу Эдлис, советский драматург, прозаик и сценарист (умер в 2009).
- 18 августа — Анатолий Кузнецов, советский писатель-диссидент (умер в 1979).
- 27 августа — Айра Левин, американский прозаик и драматург и автор текстов песен (умер в 2007).
- 31 августа — Голявкин, Виктор Владимирович, советский писатель и художник (умер в 2001).
- 15 октября — Павич, Милорад, сербский писатель-постмодернист (умер в 2009).
- 25 октября — Чавес Альфаро, Лисандро, никарагуанский писатель и поэт (умер в 2006).
- 16 ноября — Генрих Боровик, советский и российский журналист-международник, публицист, писатель.
- 12 декабря — Джон Осборн, английский драматург и сценарист (умер в 1994).

## Умерли
- 18 марта — Хамза Ниязи, узбекский поэт, драматург (родился в 1889).
- 25 мая — Гаррет Сёвисс, американский писатель-фантаст (родился в 1851).
- 8 июня — Блисс Кармен, канадский поэт (родился в 1861).
- 11 июля — Луис Мюрат, бразильский поэт (родился в 1861).
- 15 июля — Гуго Гофмансталь, австрийский поэт и прозаик неоромантик, сторонник декадентства и символизма (родился в 1874).
- 29 июля — Генри Фуллер, американский писатель, автор романов, повестей и рассказов (родился в 1857).
- 3 ноября — Бодуэн де Куртене, Иван Александрович, русский и польский лингвист (родился в 1845).
- 29 ноября — Мария Эггер-Шмитцгаузен, австрийская писательница (родилась 1851).
- 17 декабря — Владимир Диксон, русский и английский поэт, прозаик, переводчик, эмигрант «первой волны» (родился 1900).
- 27 декабря — Франсиско Дефилиппис Новоа, аргентинский драматург, писатель (родился 1890).